# 5-MAPBT
5-MAPBT（5-甲氨基丙基苯并噻吩）是一种含氮有机硫化合物，化学式C12H15NS，和其类似物5-MAPB都能作为精神药物，不过苯并呋喃替换为苯并噻吩。